# Dead Swans
Dead Swans est un groupe britannique de punk hardcore, originaire de Brighton, en Angleterre. Ils comptent un seul album, intitulé Sleepwalkers, sorti en 2009, ainsi que trois EP : Southern Blue (2008), It's Starting (2009), et Anxiety and Everything Else (2012). Ils comptent également un split EP avec le groupe de metalcore Architects en 2008.

## Histoire
Le groupe est formé en 2006. En 2008, ils sortent un split avec Architects. Ils sont nommés dans la catégorie « meilleure révélation britannique » aux Kerrang! Awards 2008. Un an plus tard, ils sortent leur seul et unique album intitulé Sleepwalkers en 2009,. En janvier 2012, ils jouent un nouveau morceau, Keep them Shut, en avant-première dans l'émission Punk Show de Mike Davies sur la BBC Radio 1. Puis ils se séparent en 2013. 
Le 11 janvier 2016, le groupe poste un court clip vidéo sur son compte Facebook avec la légende « 2016... annonce bientôt », laissant entrevoir une potentielle réunion. Le groupe se produit lors de l'édition 2016 du festival Outbreak à Canal Mills.

## Discographie

### Albums studio
- 2009 : Sleepwalkers

### EP
- 2008 : Southern Blue
- 2009 : It's Starting
- 2012 : Anxiety and Everything Else EP

### Split
- 2008 : Architects and Dead Swans (avec Architects)